# Fränninge landskommun
Fränninge landskommun var en tidigare kommun i dåvarande Malmöhus län.

## Administrativ historik
Kommunen bildades i Fränninge socken i Färs härad i Skåne när 1862 års kommunalförordningar trädde i kraft.
Vid kommunreformen 1952 uppgick kommunen i Vollsjö landskommun som uppgick 1974 i Sjöbo kommun.

## Politik

### Mandatfördelning i Fränninge landskommun 1938-1946
| 6 | 9 | 10 |

| 25 |

| 5 | 10 | 10 |

| 25 |

| 3 | 8 | 9 |

| 20 |